# Castelo Faber

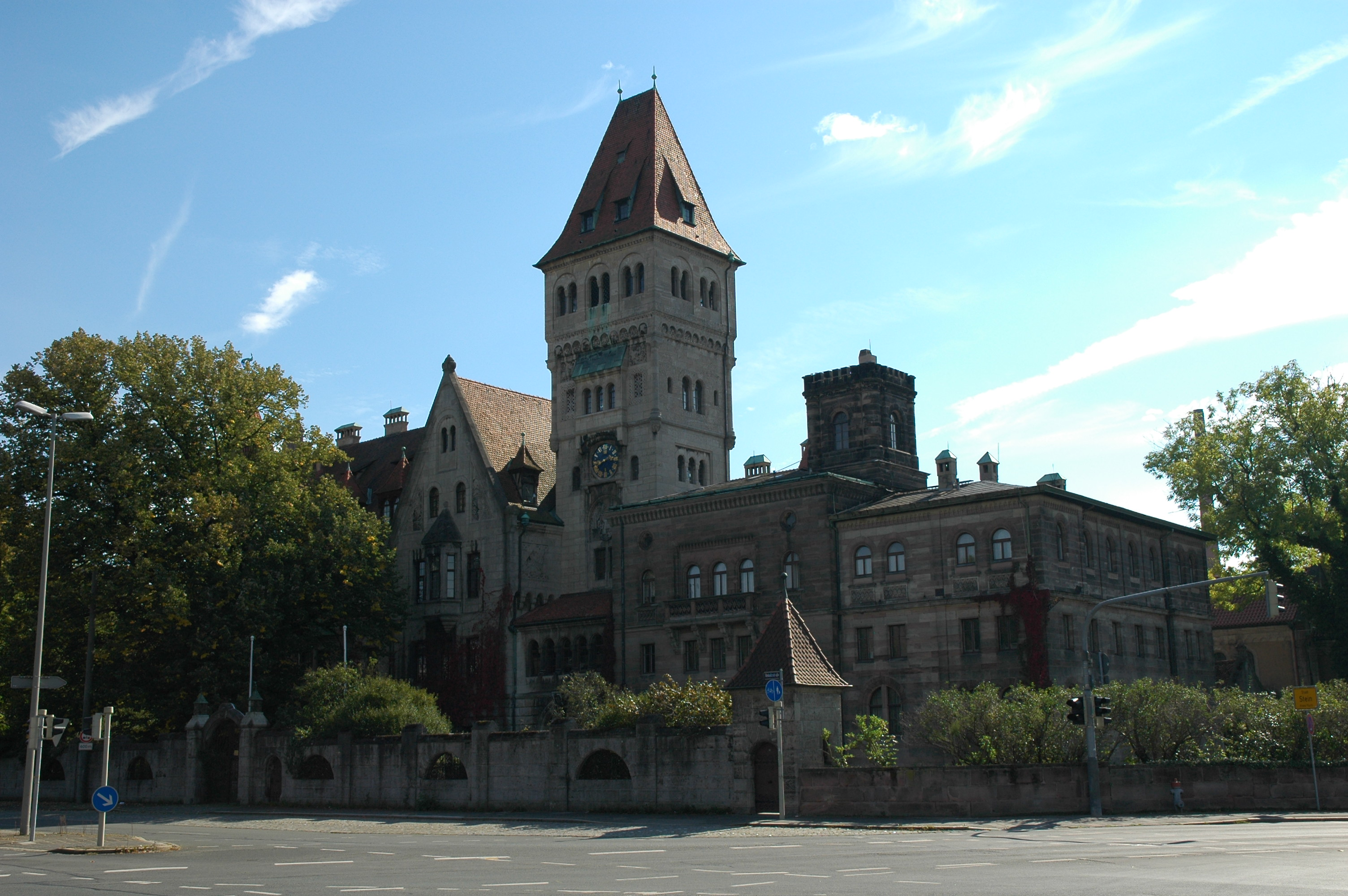
Vista frontal do castelo em 2007. Castelo Velho à direita.

O Castelo Faber (em alemão:  Faberschloss) ou Castelo de Stein, Castelo Faber-Castell ou ainda Castelo do Lápis é um complexo de castelos historicistas do final do século XIX e início do XX, composto por dois componentes principais.
O castelo situa-se na cidade de Stein na Média Francônia na região metropolitana de Nuremberg e está associado ao Parque Faber (em alemão:  Faberpark) da cidade.

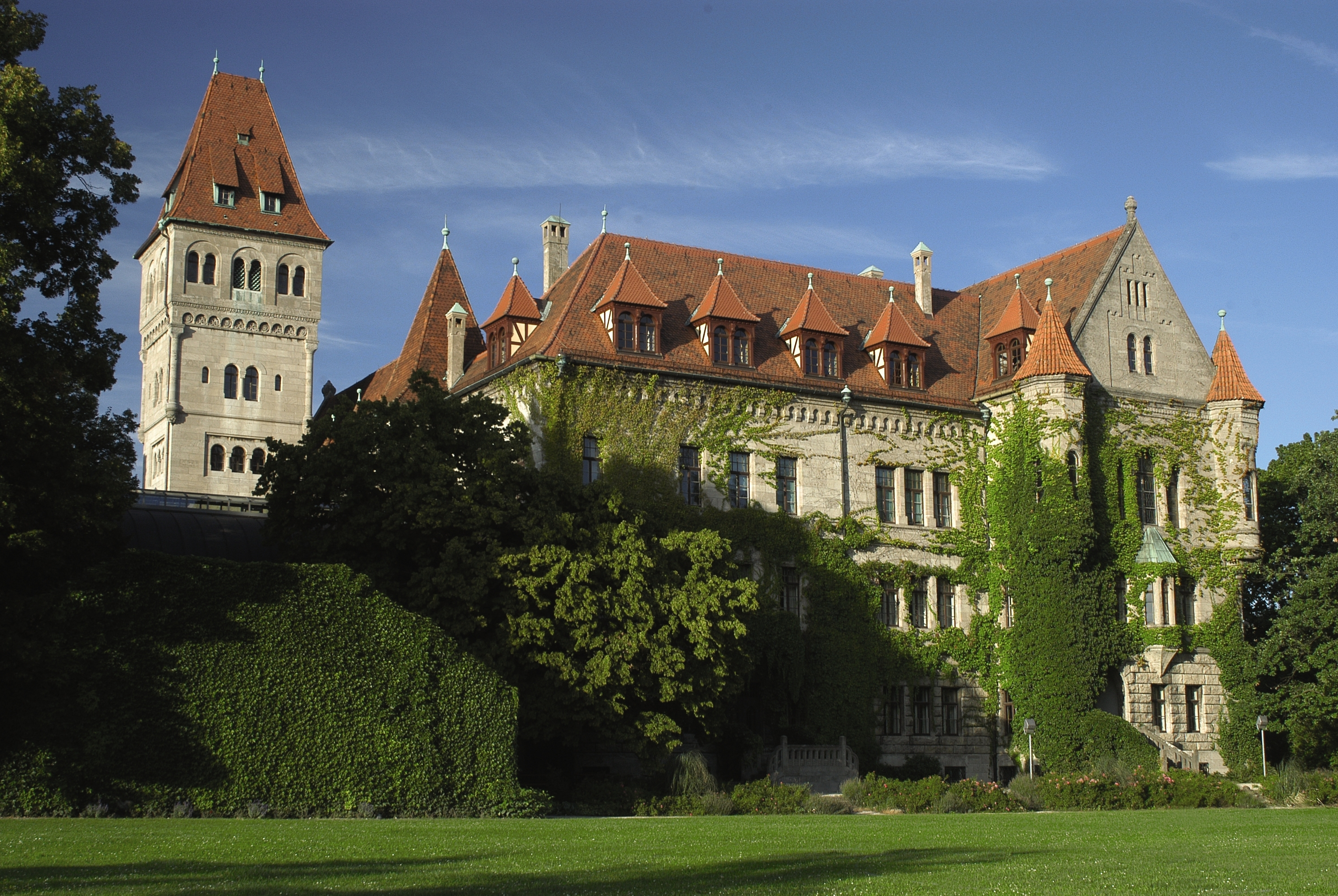
Vista traseira do castelo em 2007. Castelo Novo à frente.

## História

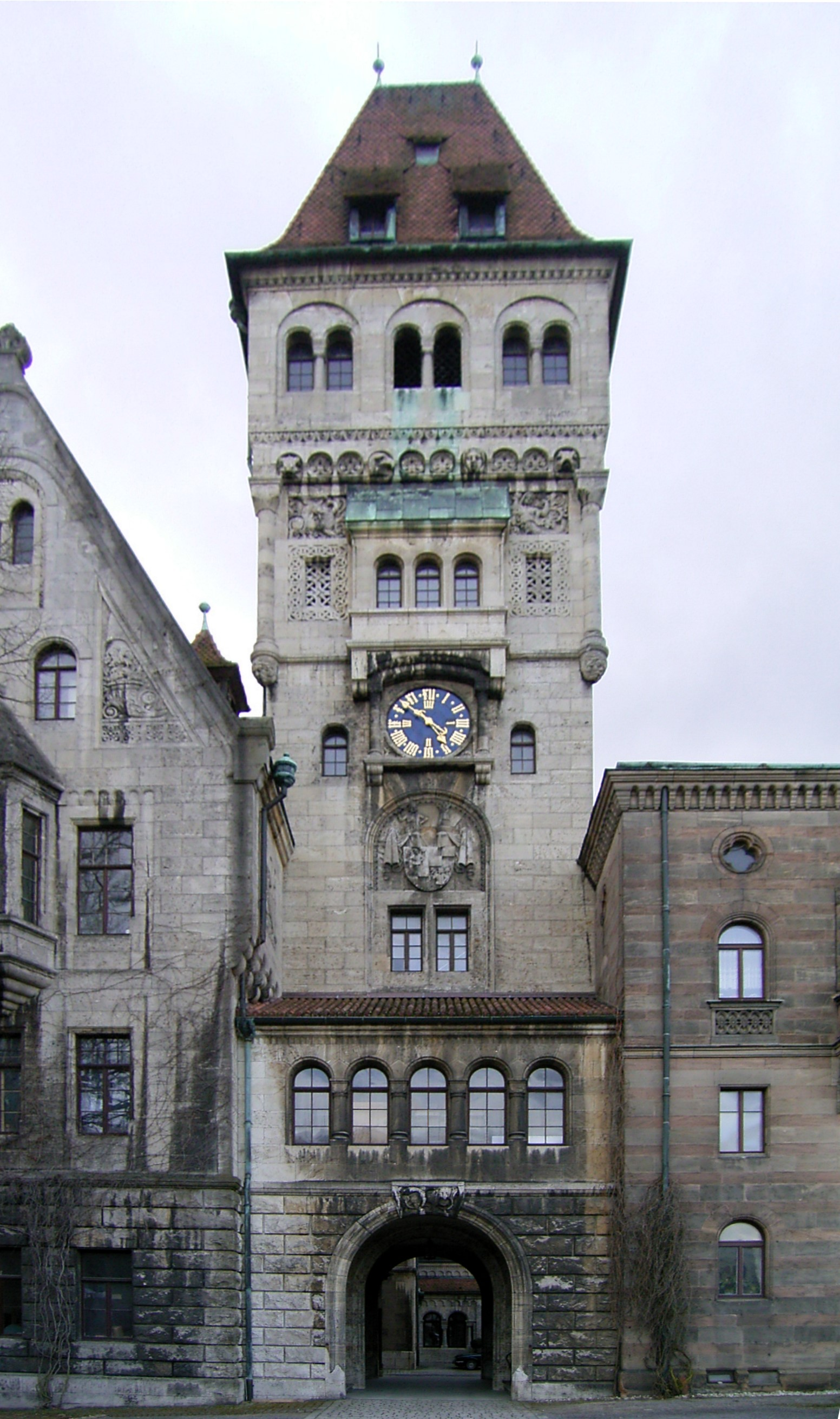
Torre de interligação entre os componentes. Castelo Velho à direita e Castelo Novo à esquerda.

A pedido de Lothar von Faber o componente chamado de Castelo Velho foi projetado e construído pelo arquiteto Friedrich Bürklein entre 1843 e 1846 no estilo neo-renascentista. Três asas cercam uma torre quadrada de quatro andares com telhado em forma de ameias. A riqueza trazida pela produção de lápis da empresa familiar do conde Faber-Castell permitiu a construção do componente chamado de Castelo Novo entre 1903 e 1906; projetado pelo Professor Theodor von Kramer no estilo romântico alemão. Os dois componentes são conectados pela rebuscada torre de cinco andares. Alguns dos quartos foram criados pelo arquiteto e designer emergente na época Bruno Paul. O Castelo Novo tem 5 andares e é considerado um exemplo excepcional do historicismo na Francônia.
A família Faber-Castell viveu no castelo até 1939, quando foi confiscado pela Wehrmacht. Após o final da Segunda Guerra Mundial as forças americanas de invasão ficaram no local assim como jornalistas e fotógrafos que assistiram os Julgamentos de Nuremberg, embora o local seja grandioso a estadia dos correspondentes não foi luxuosa já que as mais de 70 pessoas dividiam quartos e banheiros e tinham que se adaptar em uma residência sem vários móveis em uma cidade destruída por bombardeios, o último jornalista saiu do castelo em 1953 quando ele então ficou em desuso por algum tempo.
A AFN Nuremberg teve um estúdio no castelo até se mudar para o Grand Hotel em janeiro de 1950. Aqui foi realizada a exposição da Nürnberger Albrecht-Dürer-Gesellschaft de 1971 que apresentou várias tendências e posições artísticas. Depois de algumas décadas de negligência o local começou a ser usado para eventos e passeios a partir da década de 1980 e foi a locação do filme Hanni & Nanni, sendo uma atração turística vinculada à empresa de materiais de desenho e escritório até os dias atuais. A propriedade do conde Faber-Castell é administrada agora pela associação que também cuida das outras propriedades da família: Appelhof e Wolfgangshof.

## Interior do Castelo Novo[5]

### A Entrada Principal
Enquanto a fachada do castelo incorpora elementos da arquitetura românica e gótica, que dão ao edifício seu aspecto profundamente simbólico de um castelo feudal medieval, os visitantes são recebidos por uma iluminada escada de elegância notável. Mosaicos coloridos, mármore, e seus arcos, fazem os visitantes levantarem os olhos para o desenho ornamental do teto. Técnicas contemporâneas foram harmoniosamente integradas neste ambiente exclusivo: iluminação elétrica e um sistema de aquecimento central a vapor. O interior desta residência extraordinária é caracterizado por uma combinação variada de historicismo Wilhelminian e moderno Art Nouveau, que reflete o espírito de vida dessa época.

### A Sala de Música
Localizado entre as salas de leituras das Damas e dos Cavalheiros e com seu acabamento em madeira de bordo claro, a Sala de Música irradia uma aparência de elegância serena. Despretensiosa e nobre - esta é a impressão que as aplicações artísticas da madrepérola, mogno, metal e nó de madeira em forma de gota de pérola dão. Assim como os sofás de canto integrados, os móveis da sala e as mesas de apoio combinam com os painéis e estão em plena consonância com o espírito do tempo. Através dos painéis multi-facetados, portas do terraço e janelas é possível ter uma vista esplêndida do parque e da casa anexo que foi construída por um arquiteto de Berlim para Wilhelm von Faber e sua família por volta de 1886.

### A Sala de Leitura dos Cavalheiros
A Sala de Leitura do Conde Alexander é idêntica à Sala de Leitura das Senhoras e conecta a Sala de Música à chamada Sala Cherry. Decorada em madeira de carvalho claro manchado, semelhante ao utilizado na Biblioteca do Museu do Comércio da Baviera de Nuremberg, construída alguns anos antes. Apenas poucos exemplares dos livros da época foram preservadas, mas ainda assim, os assuntos de interesses do dono da casa se tornam aparentes: esportes, automóveis, caça, assuntos militares, direito e tecnologia.

### A Sala Cherry
A chamada Sala Cherry foi utilizada como sala de jogos e destinada para os fumantes. As luminárias de latão decoradas com motivos de baralho indicam os encontros sociais realizados no local. Além de um aquecedor de ambientes revestido por azulejos, a sala contém um mobiliário delicado, caracterizado por linhas retas e cadeiras ainda revestidas com seu tecido original. Um compartimento secreto e um cofre encontram-se escondido atrás dos painéis na parede sul.

### O Estúdio
Idealizado por Bruno Paul, o jovem designer que ganhou o prestigioso Grand Prix na Feira Mundial de 1904, em St. Louis, o Estúdio ainda conserva seu estado original. Painéis de bordo e de carvalho com belas incrustações e os móveis dão à sala um aspecto especial e transmite a moda da época. Deliberadamente, o designer optou por não colocar o conjunto freqüentemente copiado e a lareira decorativa simetricamente na sala, mas decidiu por integrá-los em um dos cantos da sala. Linhas retas e formas geométricas contrastam com o design interior exuberante tão popular até então. No entanto, eles também diferem claramente do estilo floral do Art Deco.
Originalmente essa sala foi concebida para o prédio do governo em Bayreuth onde ainda é preservado como era então. Como o conde e a condessa a admiravam muito, encomendaram um projeto quase idêntico à sala. Esse era o local onde o Conde Alexander conduzia seus negócios, em sua administração, seu filho Roland voltou a ocupar o escritório no prédio administrativo.

### A Sala para Recepções
Assim como o Estúdio adjacente e a Sala Limão, localizada no primeiro andar, foi concebida pelo famoso designer Bruno Paul. Os hóspedes da casa eram recebidos nesta sala, que exibe uma elegância simples. Uma parede de espelho do chão ao teto e ladeada por pequenos armários, reflete a sala de jantar adjacente e aumenta consideravelmente a sensação de amplitude da da sala, fazendo com que pareça muito maior. Pérola e incrustações de mogno se destacam contra os painéis de carvalho de tom escuro. Tanto a chaminé como a cobertura do aquecedor combinam impressionante design e acabamento feito à mão e foram incorporados ao design geral da sala. Padrões de diamante compostos por um jogo harmonioso de tesselas coloridas se combinam para formar uma das decorações de teto mais bonitas do castelo.

### O Hall Românico
Um corredor imponente, com painéis em madeira de carvalho escuro manchado, liga as várias salas privadas da família. Os ornamentos dourados e mobiliário igualmente imponente, como cadeiras, bancos decorados com leões e armários com pregos, baseados em modelos medievais e estilo românico. Um teto de caixotões selecionados em vermelho e cinco lustres em bronze para uma iluminação eficiente, formam um dossel que cobre este conjunto impressionante.

### Os Quartos das Crianças
Evidentemente, o Conde e a Condessa von Faber-Castell amavam muito seus filhos e este carinho se reflete no layout e design de seus quartos localizados no primeiro andar. Propagado em guias de arquitetura, as últimas recomendações sobre um ambiente adequado e amigável para crianças foram observadas e colocadas em prática no castelo. Tanto a mobília infantil pintada de branco,  com cantos arredondados, bem como as grades de janela foram especialmente projetados para proteger as crianças contra lesões. Pinturas alegres exibem as quatro estações e decoram o alto das paredes da sala de brinquedos. Além disso, o orgulho e alegria das meninas era uma casinha de brinquedo no estilo das casas de campo da Baviera onde elas podiam entrar e brincar.

### A Sala dos "Meses do Ano"
A sala de recepção da Condessa Ottilie possuia um diferencial em função do seu teto original em caixotões que caracterizam os 12 signos do zodíaco, representados em desenhos feitos com estêncil magnificamente dourados. Seus mobiliário original incluía elegantes móveis de estar e uma parede coberta por um espelho do chão ao teto. Este era o lugar onde a Condessa Ottilie acolhia seus convidados, levando-os depois para o seu grande quarto de desenho.

### O Quarto de Desenho
O impressionante quarto de desenho da Condessa Ottilie é decorado no estilo clássico francês e contrasta com o moderno design interior dos dois outros quartos femininos. Tanto as paredes quanto o teto são adornados com ornamentos em estuque dourado. Relevos acima das portas e nas paredes mostram temas alegóricos, como o "teatro", "beleza" e "guerra e paz", enquanto medalhões parede mostram putti brincando. Os medalhões no teto mostram personificações das quatro estações - por exemplo, Inverno é personificada por uma patinadora jovem.

### O Salão Limão
Este é o domínio privado da Condessa Ottilie e o terceiro quarto no castelo  projetado por Bruno Paul. A Condessa utilizava este aposento para relaxar, ler e lidar com suas correspondências. Em oposição às cores escuras que dominam o Estúdio, o arquiteto optou pela madeira de cetim do Leste Indiano, finamente decorado com incrustações quando ele projetou este espaço da dona da casa. Espelhos iluminados preenchem os cantos da sala, enquanto fachos de luz natural entram através das janelas e pela pequena bay window, que oferecem uma vista sobre a vegetação do jardim. Mesas delicadas e o mobiliário dão a este quarto um toque extremamente fino e feminino.

### A Sala de Banho Feminina
Sem dúvida, as duas salas de banho estão entre os destaques arquitetônicos do castelo e estão preservados em seu estado original. Enquanto a Sala de Banho masculina  apresenta cores cinza-prata predominantemente, a Sala de Banho feminina exibe tons  de turquesa e castanho. A confortável banheira de mármore toma o lugar central na parede sul, enquanto não há chuveiro, como chuveiros não eram comumente usados por mulheres naqueles dias. O elegante lavatório em mármore está equipado com ducha especialmente concebida para a lavagem dos cabelos. Como mostrado em postais antigos, os banheiros foram decorados com mobiliário de estilo Wilhelminian com poltronas, tapetes e pequenos peças de móveis ainda hoje admirados.

### A Sala de Banho Masculina
A Sala de Banho masculina está equipado com tecnologia de ponta, combinando elegância distinta e funcionalidade contemporânea: o extraordinário chuveiro com bicos laterais, a banheira de mármore no nível do piso e os toalheiros aquecidos atraem os olhares e representam o estado-da-arte da  engenharia. Estuque com decorações ornamentais e mosaicos com motivos da mitologia grega completam este ambiente de luxo da cultura aristocrática na virada do século.

### O Salão de Baile
A atração do salão é o seu teto em estuque, com elementos dinamicamente interligados transmitem ritmo e movimento de música e dança. Folhas e flores ornamentais, motivos de cordões e carretel, padrões de escama de peixe e formas abstratas revestidas com pó de ouro, prata e platina enfatizam movimentos energéticos de dança. Cinco lustres feitos em cristal polido com copo em forma de flores e grinaldas de pérolas também embelezam o ambiente. Os nichos de canto, também conhecido como nichos de amantes, os painéis de parede do salão revestidos com madeira de nogueira e grandes incrustações de madeira burl, carvalho do pântano, carvalho manchado e madrepérola completam o ambiente.

### O Salão das Tapeçarias
O teto em arcos coloridos sobre a grande sala de recepção, onde os hóspedes se conheciam e se envolver em conversas agradáveis. As paredes estão decoradas com tapeçarias valiosas que dão ao ambiente o seu encanto particular. Ornamentos e ricas cores adornam a abóbada do teto destacam-se contra a parede branca decorada com painéis com detalhes talhados dourados. Uma cópia da famosa pintura de Ticiano "Amor Sagrado e Profano"  está colocada acima da porta.

O Salão de Banquetes do Castelo Novo.

### O Salão de Banquetes
O Salão de Banquetes tem um característica completamente diferente. Possui capacidade para até 60 pessoas em um ambiente extraordinário. Pinturas do artista alemão-americano Carl von Marr (1858-1936) cercam a sala com painéis de madeira de carvalho escuro, dando-lhe o seu carácter muito especial. As pinturas delicadas em cores intensas criam um belo contraste com os painéis das paredes. A parede norte exibe um ciclo de pinturas que retratam simbolicamente o ciclo da vida: infância, juventude e velhice. Pairando acima do arco que separa a sala de jantar da sala de serviço está o brasão da família. Um pequeno elevador foi instalado ao lado da sala de serviço para garantir que a comida preparada na cozinha do porão chagasse até o segundo andar, sem qualquer demora desnecessária e na temperatura certa.